# Ihlen
Ihlen és una població dels Estats Units a l'estat de Minnesota. Segons el cens del 2000 tenia 107 habitants.

## Demografia
Segons el cens del 2000, Ihlen tenia 107 habitants, 43 habitatges, i 27 famílies. La densitat de població era de 105,9 habitants per km².
Dels 43 habitatges en un 23,3% hi vivien nens de menys de 18 anys, en un 58,1% hi vivien parelles casades, en un 7% dones solteres, i en un 34,9% no eren unitats familiars. En el 32,6% dels habitatges hi vivien persones soles el 16,3% de les quals corresponia a persones de 65 anys o més que vivien soles. El nombre mitjà de persones vivint en cada habitatge era de 2,49 i el nombre mitjà de persones que vivien en cada família era de 3,18.
Per edats la població es repartia de la següent manera: un 25,2% tenia menys de 18 anys, un 5,6% entre 18 i 24, un 25,2% entre 25 i 44, un 22,4% de 45 a 60 i un 21,5% 65 anys o més.
L'edat mitjana era de 42 anys. Per cada 100 dones de 18 o més anys hi havia 90,5 homes.
La renda mitjana per habitatge era de 31.250 $ i la renda mitjana per família de 40.000 $. Els homes tenien una renda mitjana de 22.000 $ mentre que les dones 18.958 $. La renda per capita de la població era de 14.569 $. Cap de les famílies i el 0,9% de la població estaven per davall del llindar de pobresa.

## Poblacions més properes
El següent diagrama mostra les poblacions més properes.